# (79269) 1995 QG1
1995 كيو جي 1 (ويعرف أيضًا باسم (79269) 1995 كيو جي 1 وفق تسمية الكوكب الصغير) (بالإنجليزية: 1995 QG1)‏؛ هو كويكب ضمن حزام الكويكبات.
اكتُشف هذا الجُرم الفلكي بواسطة برنامج شميدت للكويكبات في بكين في 19 أغسطس 1995، وترتيبه 79269 من حيث الاكتشاف.

## الوصف
اكتُشف 792691995QG في 19 أغسطس 1995 في محطة شينغلونغ، الواقع في جبال يان، مقاطعة خبي في الصين، بواسطة برنامج شميدت للكويكبات في بكين. وقد رصد المشروع 646 مشاهدة للكويكب إلى غاية 8 يوليو 2021 بتوقيت منطقة المحيط الهادئ، أي في مدة قدرها 9,399 يومًا (25.8 عام). تستغرق الفترة المدارية للكويكب 2,050 يومًا (5.6 عام).

## الخصائص المدارية
يتميز مدار هذا الكويكب بنصف محور رئيسي يبلغ 3.16 وحدة فلكية، وحضيض قدره 2.87 وحدة فلكية، وانحراف قدره 0.0903 وزاوية ميلان 1.44 درجة بالنسبة لمسار الشمس. بسبب هذه الخصائص، أي نصف المحور الرئيسي بين 2 و3.2 وحدة فلكية وحضيض أكبر من 1,666 وحدة فلكية، يُصنف هذا الجُرم الفلكي وفقًا لقاعدة بيانات مختبر الدفع النفاث لأجرام النظام الشمسي الصغيرة كائنًا من حزام الكويكبات الرئيسي.

## وصلات خارجية
- (79269) 1995 QG1 في قاعدة بيانات مختبر الدفع النفاث لأجرام النظام الشمسي الصغيرة

- الاكتشاف · مخطط المدار ·  العناصر المدارية · المعلمات المادية

- (79269) 1995 QG1 على موقع ويكي سكاي: DSS2, SDSS, GALEX, IRAS, Hydrogen α, X-Ray, Astrophoto, Sky Map, Articles and images